# Билёрувна, Зофья
Зофья Билёрувна (пол. Zofia Bilorówna; 16 июня 1895 (Львов) – 23 июня 1962 (Жешув)) — польская фигуристка, бронзовый призёр чемпионата Европы 1934 года, девятикратная чемпионка Польши 1927—1935 годов в парном катании. Выступала в паре с Тадеушем Ковальским.

## Спортивные достижения
| Соревнования/Сезоны | 1927 | 1928 | 1929 | 1930 | 1931 | 1932 | 1933 | 1934 | 1935 |
| ------------------- | ---- | ---- | ---- | ---- | ---- | ---- | ---- | ---- | ---- |
| Чемпионаты мира     |      |      |      |      |      |      |      | 4    | 5    |
| Чемпионаты Европы   |      |      |      |      |      |      |      | 3    |      |
| Чемпионаты Польши   | 1    | 1    | 1    | 1    | 1    | 1    | 1    | 1    | 1    |